# Grunehogna-Kraton

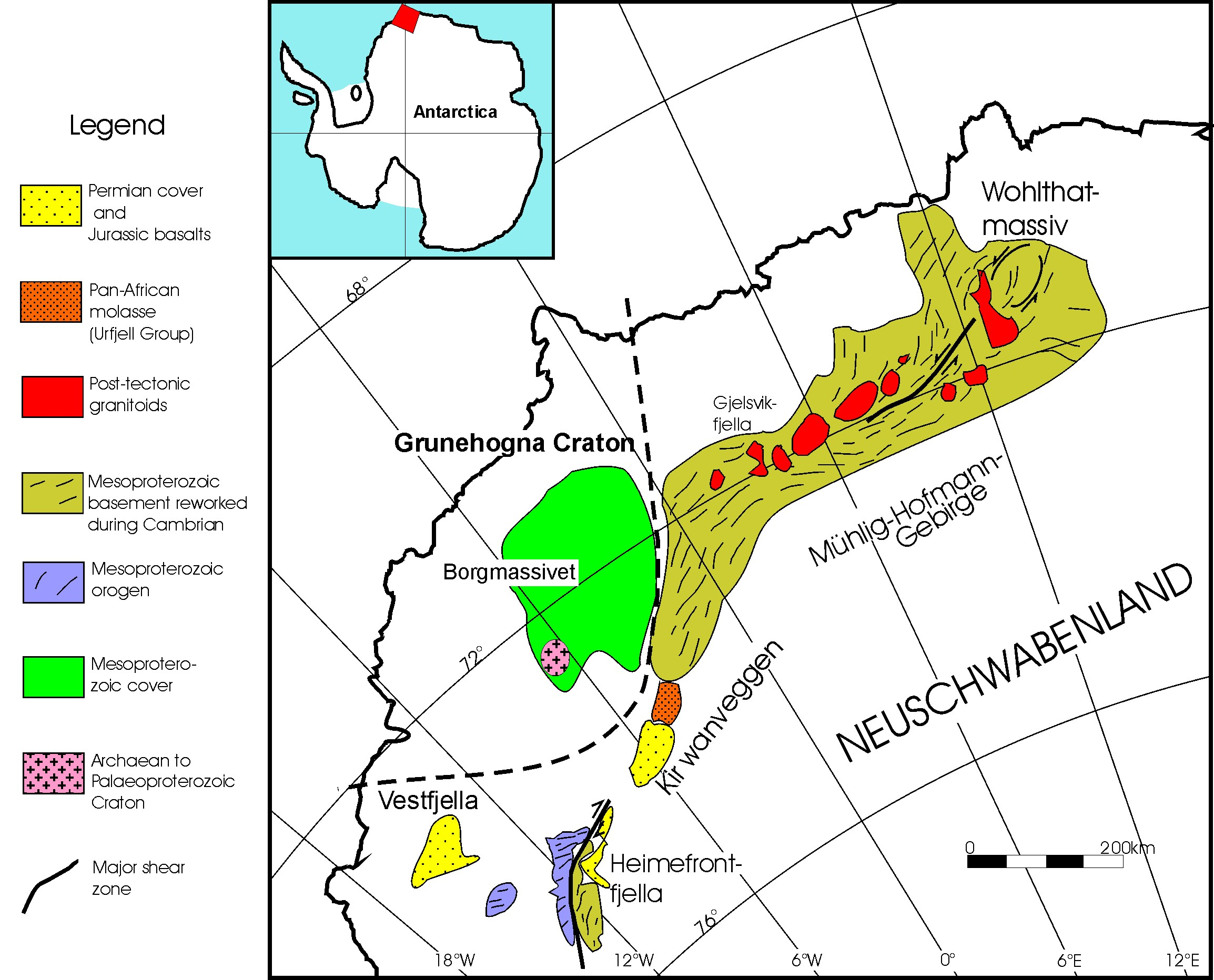
Geologische Karte des Grunehogna-Kratons und seiner Umgebung

Der Grunehogna-Kraton ist ein kleines Fragment archaischer Erdkruste in Antarktika, das beim Auseinanderbrechen Gondwanas vom Kaapvaal-Kraton, der ein Teil des Kalahari-Kratons ist, im südlichen Afrika getrennt wurde. Der Grunehogna-Kraton repräsentiert den einzigen Krustenblock, der aus Westgondwana stammt. Der Kraton liegt im westlichen Königin-Maud-Land an der Prinzessin-Martha-Küste zwischen 15° westlicher und 3° östlicher Länge. Der Name Grunehogna bezeichnet eine Gruppe von Berggipfeln im Ahlmannryggen am südlichen Rand des Kratons.

## Geologie
Der Grunehogna-Kraton ist weitgehend mit Eis bedeckt. Zu den eisfreien Bereichen gehören die Annandagstoppane-Nunataks, der Ahlmannryggen und das Borg-Massiv bzw. das Borgmassivet. Die Annandagstoppane-Nunataks sind Aufschlüsse des Grundgebirges und ragen etwa im mittleren Kraton-Bereich auf. Die beiden anderen sind Gebirge und Bestandteile der Ritscherflya Supergroup, die sich in der östlichen Zone entwickelte. Informationen über den geologischen Bau stammen indirekt aus der geophysikalischen Erkundung oder von Nunataks, wo Gesteine direkt aufgeschlossen sind.

### Grundgebirge

Kaapvaal-Kraton mit dem Simbawe-Kraton und dem Limpopo-Gürtel, die zusammen den Kalahari-Kraton bilden

Das Grundgebirge des Grunehogna-Kratons tritt nur an drei bis vier kleinen Annandagstoppane-Nunataks zu Tage. Sie bestehen überwiegend aus leukokratischen Graniten mit granathaltigen Pegmatitdykes. Deren Kristallisationsalter wurde mittels der Uran-Blei-Datierung von Zirkonen auf 3.067 mya ermittelt. Einzelne detritische Kristallite datieren auf 3.433 mya und sind somit die frühesten Anzeichen des paläoarchaischen Grundgebirges im Königin-Maud-Land.
Das Alter dieser Granite korreliert mit den Granitioden und Vulkaniten im afrikanischen Eswatini und Witwatersrand ebenso wie das Altersspektrum der Kristallite mit den tektono-magmatischen Prozessen im afrikanischen Kaapvaal-Kraton. Daraus wurde geschlossen, dass beide Kratone über einen Zeitraum von ca. 2.500 mya eine tektonische Einheit bildeten. Der Gesteinschemismus sowie die Sauerstoff/Hafnium-Isotopen-Bestimmung in Zirkonen weisen auf versenkte und wieder aufgeschmolzene Suprakrustale Gesteine als Magmaquellen der Granite hin. Mittels der Lutetium-Hafnium-Methode (Lu-Hf-Methode) wurden Kristalle mit Alter von 3.750 und 3.500 mya und vermutlich auch schon um 3.900 mya ermittelt. Sie stammen mutmaßlich aus der Krustenquelle des Magmas oder aus dem umgebenden Gestein der Granitextrusionen.

### Ritscherflya Supergroup

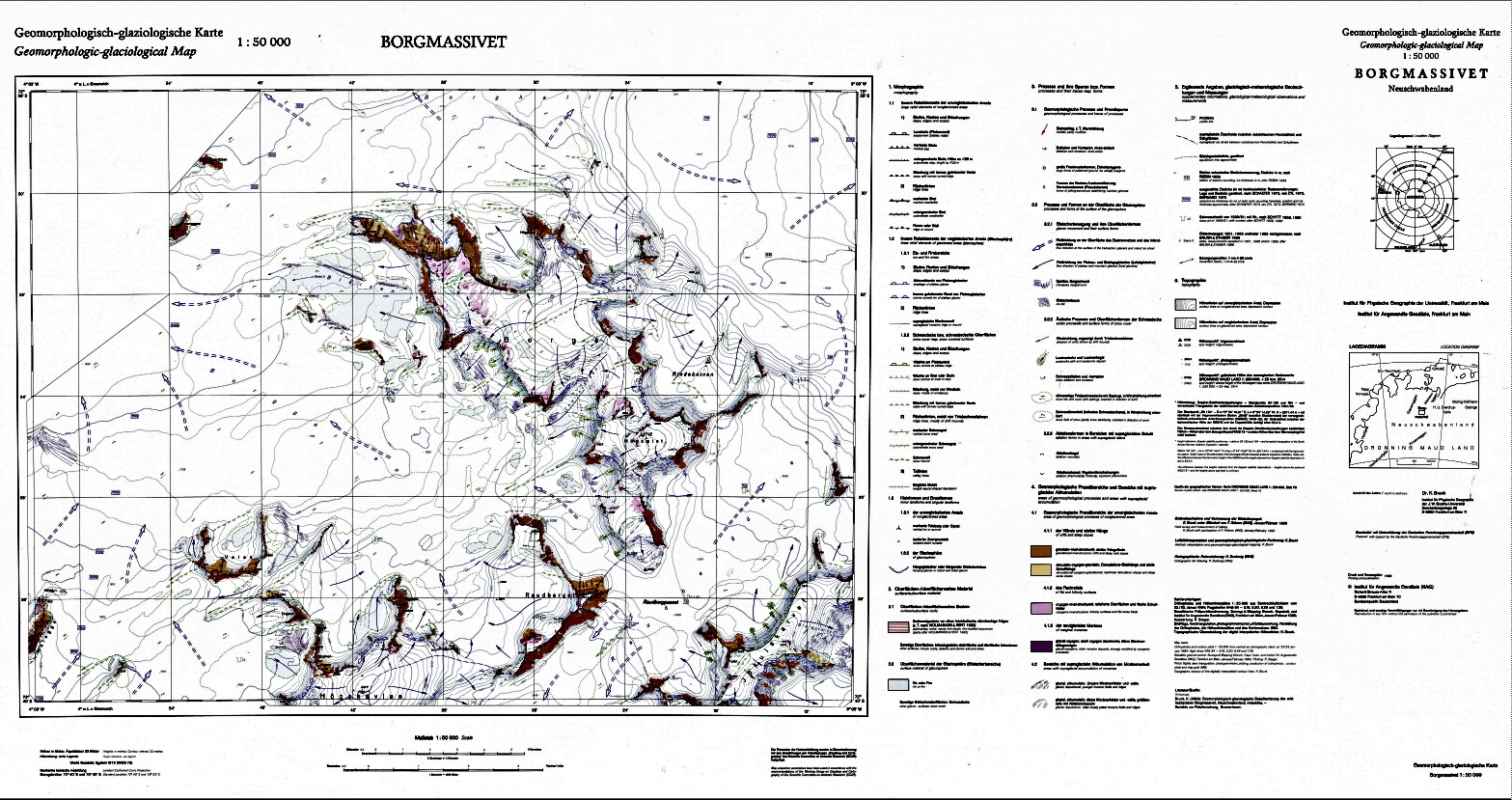
Borg-Massiv, geomorphologisch-glaziologische Karte

Die Ritscherflya Supergroup bildet eine ca. 2 Kilometer mächtige Sequenz aus Klasten und Vulkaniten, die nicht oder nur schwach deformiert und metamporph überprägt wurden. Sie bildeten sich zwischen 1.130 und 1.107 mya in einem Subduktionsregime am Rand eines vulkanischen Inselbogenkomplexes und akkumulierten in flachmarinen Zonen bis breiten Flusssystemen. Dieser Zeitraum fällt in die Formierungphase des Superkontinents Rodinias, die der Grenville-Orogenese bzw. der afrikanischen Kibaran-Orogenese entspricht. Älteste detritische Zirkone datieren auf etwa 3.445 mya, deren Alter mit Grundgebirgsproben aus den Grunehogna- und Kaapvaal-Kratonen korrelieren. Der Inselbogenkomplex der Ritscherflya Supergroup entwickelte sich im östlichen Bereich des Namaqua-Natal-Maud-Belts, welcher sich am südlichen Rand des damals noch vereinten Kaapvaal-Grunehgona-Kratons erstreckte.
Der Kontakt der Ritscherflya Supergroup zum Grundgebirge ist nicht aufgeschlossen. Die untersten lithostratigraphischen Einheiten bilden die Ahlmannryggen- und die Borg-Massiv-Gruppen. Sie entwickelten sich aus magmatischen tholeiitischen Extrusionen und sind bis zu ca. 1.200 Meter mächtig. Weitere Magmatite stiegen um 1.107 mya in Form von bis zu 400 Meter mächtigen mafischen Lagergängen und Dykes auf. Diese traten zeitgleich in der Umkondo-Region von Simbabwe und Mosambik im Kaapvaal-Kraton auf.
Durch den Jutul-Penck-Graben ist der Grunehogna-Kraton vom Maud-Gürtel getrennt. Vermutlich stellte dieser Graben bereits eine alte tektonische Schwächezone in der Erdkruste dar, die während des Trennung Proto-Afrikas von Proto-Antarktikas und Öffnung des Südlichen Ozeans um 140 mya reaktiviert wurde. Bei diesem Prozess wurden die Gesteinseinheiten an zahlreichen Störungen vertikal gegeneinander versetzt. Am südlichen und östlichen Rand des Kratons brachen Gräben ein, die mächtige Sedimentfrachten aus dem Inneren Antarktikas aufnahmen. Heute ist der Jutul-Penck-Graben von Gletschern ausgefüllt.
Der Maud-Gürtel repräsentiert eine aus Vulkaniten und Sedimenten bestehende, hochgradig verformte und metamorph überprägte orogene Zone. Er bildet die Geosutur zwischen dem Grunehogna-Kraton einerseits und dem Crohn-Kraton mit der Shackleton Range andererseits. Seine Entwicklung fällt in den Zeitraum der Rodinia-Formierung ab etwa 1.200 mya, gefolgt von einer Überprägung während der Bildung Gondwanas um 530 mya. Er zieht sich vom westlichen bis ins östliche Dronning-Maud-Land und umfasst Heimefrontfjella, Kirwanveggen, Sverdrupfjella, Mühlig-Hofmann-Gebirge, Wohlthatmassiv, Schirmacher-Oase, Sør Rondane sowie Belgica Mountains und Königin-Fabiola-Gebirge (Yamato Mountains), die zusammengefasst als Yamato-Belgica-Komplex bezeichnet werden.